# Candida maltosa
Candida maltosa é uma espécie de fungo pertencente ao gênero Candida e a ordem Saccharomycetales. A Candida maltosa é bastante usada como modelo em pesquisas industriais, genéticas e medicinais.